# 氷見市立博物館
氷見市立博物館（ひみしりつはくぶつかん、Himi City Museum）は、富山県氷見市本町にある公立博物館。日本博物館協会、全国歴史民俗系博物館協議会、富山県博物館協会会員。

## 概要
氷見市市街地の氷見市立南小学校跡地に1980年度着工、1982年（昭和57年）3月4日に完成した、4階（一部5階）建ての複合施設『氷見市教育文化センター』1、2階に、氷見市市制30周年の記念として、同年7月31日に開館し、8月1日より一般公開された。教育文化センター内には、氷見市立図書館、氷見市中央公民館などが入所している。
常設展示物は、「導入展示」、「あゆみ 氷見の歴史」「とる 氷見の漁業」「つくる 農家の暮らし」の4つのセクションに分けて紹介しているほか、企画（特別）展示も行っている。なお博物館に収蔵されている漁撈用具（漁具等）は、国の登録有形民俗文化財に登録されている。
また氷見市中田には当館の付属施設として氷見市文化財センターを併せ持つ。

### 氷見市文化財センター
- 富山県氷見市中田645番地

旧 女良小学校校舎・体育館を転用し、2013年（平成25年）に開所したもので、手狭になった氷見市立博物館の収蔵庫より、漁撈用具、木製の和船、氷見市内約390か所の遺跡から出土した埋蔵品、考古資料など所蔵品約10,000点をこちらに移して収蔵、木製の和船は天井が高い体育館に数多く収蔵している。なお、こちらは約1か月に一度の割合で一般公開している（12月〜2月を除く）。

## 主な収蔵品
博物館では、国の登録有形民俗文化財に登録されている漁具や和船などの漁撈用具のほか、氷見の歴史的資料（埋蔵文化財・史料）、生活用具などの民具などを収蔵している。

### 氷見市立博物館・氷見市文化財センター
- 氷見地域で昭和初期から昭和50年代まで利用されてきた各種木造和船、船上用具とそれらを建造するための船大工用具。
- 氷見で行われてきた漁業で使用された漁具など。
- 氷見市内で出土した縄文土器や弥生土器。
- 中世、近世の史料など。
- 飛鳥時代の木製農具と馬鍬。
- 氷見地域の春・夏・秋の祭礼で使用されてきた用具や、四季それぞれの衣・食・住などの生活用具、冬の農閑期の副業の藁仕事に使用した作業・運搬道具など民具。
- 中世の石塔

など

### 登録有形民俗文化財
2015年（平成27年）3月2日に、同博物館と、氷見市文化財センターに収蔵している、漁撈用具など2,853点が「氷見及び周辺地域の漁撈用具」として、国の登録有形民俗文化財に登録されている。

## 施設
1階
- 常設展示室
  - 導入展示
    - 氷見の地形・大まかなあゆみを紹介

  - あゆみ「氷見の歴史」
    - 氷見の歴史を原始、古代、中世、近世、近・現代までのセクションに分けて展示
    - 昭和30年代の茶の間などで使用された生活用具の展示

  - とる「氷見の漁業」
    - 氷見の漁業の歴史と、富山が発祥の地と言われる定置網漁の紹介や漁具などの展示
    - 氷見の木製和船と船上用具、船大工用具の展示と、建造技術の紹介

  - つくる「農家の暮らし」
    - 氷見の明治期から昭和30年代までの農業の歴史、農閑期の副業についての紹介
    - 明治中期に建てられた農家を展示室内に移築復元し、農家の暮らし、農具などを紹介・展示
    - 氷見で現在も盛んに行われている獅子舞についての展示
- 受付・事務室
- 駐車場

2階
- 特別展示室
- 第1・第2収蔵庫
- 研究室
- 資料室
- 作業室
- 書庫

### 施設情報
- 開館時間
  - 9時から17時（入館は16時30分まで）
- 休館日
  - 毎週月曜日、（祝日の場合、翌平日が休館）、年末年始（12月28日〜1月4日）、その他臨時休館の場合あり

#### 観覧料
- 一般 100円、中学生以下 50円（氷見市内の小・中学生は無料・各種割引あり）
  - 特別展等は別途必要の場合あり

#### アクセス
- 西日本旅客鉄道（JR西日本）氷見線 氷見駅より徒歩 約7分
- 能越自動車道 氷見ICより車で 約10分